# 바실리스크

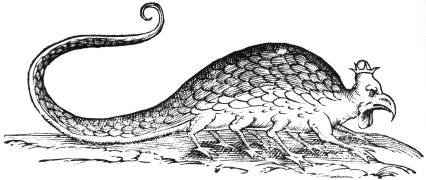
Woodblock print of a basilisk from Ulisse Aldrovandi, Monstrorum historia, 1642

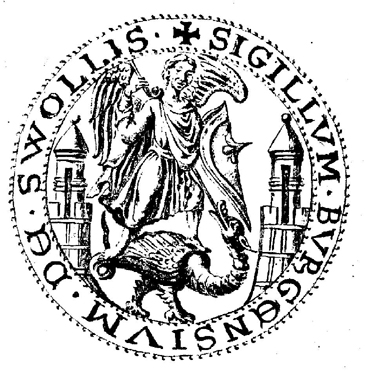
Cityseal of Zwolle from 1295 with Saint-Michael killing a basilisk

바실리스크(basilisk)는 고대부터 중세에 이르기까지 유럽의 신화 및 전설에 등장하는 상상의 동물로, 그 이름은 그리스어로 작은 왕을 뜻하는 βασιλίσκος(basiliskos)에서 유래한다. 모든 뱀의 왕이며, 그 노란 눈을 본 것만으로도 죽음에 이르는 무서운 힘을 가지고 있다고 여겨졌다. 생김새에 대해서는 수탉과 독사와 드래곤이 합쳐진 모습으로 닭의 머리와 발에 뱀의 몸과 용의 날개를 지닌 동물 또는 닭의 형태에 뱀 꼬리가 달린 새라고 한다.
로마 제국의 박물학자 플리니우스가 저술한 박물지에서는 바실리스크에 대해 비교적 자세한 기록이 있다. 그것에 따르면, 바실리스크는 리비아 동부의 키레나이카 지방 사막에 서식하는 몸집은 작지만 강한 맹독을 가진 독사로, 모든 독사는 바실리스크의 지배하에 놓여 있다. 머리 뒷부분에는 왕관을 연상케 하는 하얀 무늬가 있다고 한다. 바실리스크가 내뱉는 독성을 가진 숨결에 닿으면 바위는 갈라지며 살아있는 생물은 숨이 막혀 죽어버린다. 심지어 바실리스크를 말을 탄 사람이 창으로 찌르면 그 독이 창을 타고 올라가 손으로 스며들어 사람과 말이 같이 죽어버리기까지 할 정도다. 때문에 바실리스크의 서식지 주위는 온통 살아있는 생명체는 찾아볼 수 없는 황무지라고 한다.
중세 유럽에 들어서면서 바실리스크 전설은 코카트리스 전설과 뒤섞여, 동일시 하게 된다. 바실리스크는 독사를 주 먹이로 삼고 있는 따오기의 몸 안에 독사의 독이 쌓여 알을 오염시켰고 그렇게 오염된 따오기의 알에서 바실리스크가 태어난다고 믿었다. 수탉이 낳은 일그러진 알을 독을 지닌 두꺼비가 품어 그 독기가 쌓여 바실리스크가 태어난다는 이야기도 있으며 수컷인 새가 따뜻한 똥더미 위에 낳아 태어난다는 이야기도 존재한다. 또한 오랜 시간이 흐르면서 머리에는 왕관을 쓰고 물갈퀴가 달린 8개의 다리를 가진 도마뱀으로 모습이 바뀌어갔다. 바실리스크의 별칭으로서 코카트리스가 이용되기도 했었다.
시간이 흘러, 바실리스크는 점차 과장되게 묘사되어 간다. 예를 들면, 한층 더 큰 괴물로 여겨지거나 입에서 불을 뿜는다거나, 코카트리스처럼 시선을 마주친 사람은 돌로 변해버리거나 그 울음소리를 듣는 것만으로 죽게 된다는 이야기까지 생겼다. 바실리스크와 간접적으로 접촉하는 것만으로도 죽는다는 이야기도 있다. 즉 손에 든 칼이 바실리스크와 접촉한 것만으로도 죽는다는 것이다. 이와 같이 놀랄 만큼 위험해진 동물이 된 탓으로 사람들은 오히려 바실리스크의 존재를 믿을 수 없게 되었다. 정말로 그만큼 위험하다면 실제로 바실리스크를 본 사람은 살아서 돌아간다는 게 불가능했기 때문에, 아무도 그에 관해 말할 수 없을 것이기 때문이었다.
그러나 코카트리스와 바실리스크는 다른 존재일 가능성도 있다.
코카트리스는 닭의 머리와 몸, 박쥐의 날개 그리고 도마뱀의 꼬리를 가진 동물로서 몸에 닿으면 생물이 돌이 되어버리는 힘을 지녔다고 한다.
따라서 위 전설은 그런 코카트리스와의 혼동으로 인한 착오로 보인다.
바실리스크에게도 천적은 있다.
족제비는 바실리스크와 맞서 싸우는데 바실리스크에 물리면 운향이라는 약초를 먹어 기운을 회복한다고 한다. 운향은 바실리스크가 말려죽일 수 없는 유일한 식물로 바실리스크의 독을 해독하는 능력이 있다. 이렇게 계속해서 기운을 회복하여 바실리스크가 죽을 때까지 끈질기게 공격하는 족제비는 바실리스크의 강력한 적수이다.
또한 수탉의 울음소리를 들으면 바실리스크가 곧 죽는다고 한다. 때문에 J.K.롤링의 소설 해리포터와 비밀의 방에서도 바실리스크를 죽지 않게 하기 위해 수탉을 죽이는 내용이 나온다. 그리고 바실리스크가 두려워 하는 것이 하나 더 있는데 그것은 자신의 모습이 비친 거울이다.
바실리스크는 거미의 천적이기 때문에 집 안이나 신전에 바실리스크의 시체를 걸어두면 제비 또는 거미의 접근을 막을 수 있다고 전해진다.
그래서 아폴론 신전이나 아르테미스 신전에도 바실리스크의 시체를 걸어 놓았다는 이야기가 있다.
이와 같이 바실리스크는 그 위험한 능력 덕분에 예부터 판타지를 무대로 하는 책이나 영화, 만화, 게임 등에서 강적으로 등장하고 있다. 던전 앤 드래곤, 소드 월드 RPG, 파이널 판타지 시리즈 등의 롤플레잉 게임을 비롯하여, 근래에는 소설 해리포터와 비밀의 방에서도 사실상의 보스로 등장하였다. 이러한 대부분의 작품에서 등장하는 바실리스크의 큰 특징으로는 맹독을 가진 생물, 시선을 마주치기만 해도 돌로 변해버리는 2개의 능력이 공통적으로 등장하고 있다.

## 같이 보기
- 코카트리스
- 메두사